# Moustapha Khodja
Moustapha Khodja (arabe : أبو النخبة مصطفى خوجة), mort le 10 octobre 1800, est un homme politique tunisien d'origine géorgienne.

## Biographie

### Début de carrière
Né dans le Caucase, il est asservi et envoyé très jeune à Tunis, vers 1730, sous le règne d'Ali Ier Pacha. Le souverain le loge dans la médersa El Bachia, qu'il vient de faire construire dans la médina de Tunis, où il suit un cursus religieux au contact de professeurs réputés. Il y excelle, notamment dans l'art de la reliure.
Lors de la prise de pouvoir des fils d'Hussein Ier Bey, il passe au service du prince Ali Bey comme khaznadar privé (trésorier) ; celui-ci le charge de l'éducation de son fils, le prince Hammouda, conjointement avec Hammouda Ben Abdelaziz, premier secrétaire du bey. Il devient khaznadar de la régence lors de l'accession au pouvoir d'Ali Bey en 1759. Il épouse sa fille aînée, qui meurt vers 1777.

### Principal ministre de la régence
Lorsque le prince Hammouda devint bey à son tour en 1782, il fait de Khodja son principal ministre et conseiller. Très pieux, il part accomplir le pèlerinage au début du règne. Dès son retour, son ascendant sur le jeune souverain est à son comble, l'éclairant dans sa politique que ce soit lors du conflit avec les régences de Tripoli puis d'Alger ou lors de la conduite à tenir avec les consuls européens. Sous son gouvernement, la Tunisie est à l'apogée de son pouvoir sur la région et la stabilité est assurée dans l'arrière-pays, par des rentrées régulières d'impôts et des exportations de produits agricoles et textiles en grandes quantités. De plus, la Tunisie se libère du poids du diwan d'Alger dont l'action avait été déterminante dans le rétablissement au pouvoir des fils d'Hussein Ier Bey en 1756 et qui s'ingérait fréquemment dans les affaires du pays.
Plus tard, en 1795, il met en place une expédition militaire à Tripoli pour rétablir les Karamanli, favorables aux Husseinites.

### Vie privée
Il meurt en 1800 sans laisser de descendance. Il épouse vers 1781 Khadija, fille benjamine d'Ali II Bey, en secondes noces. Son successeur est le puissant ministre Youssef Saheb Ettabaâ.